# Ací no paga ni Déu!
Ací no paga ni Déu! (italià Non si paga, non si paga!) és una obra de teatre del dramaturg italià i Premi Nobel de Literatura Dario Fo escrita el 1974 en clau de comèdia política. Ha estat traduïda al valencià per Empar Claramunt i Josep Ballester i Roca.

## Argument
L'obra se centra en les dificultats de dues mestresses de casa humils, Antonia i Margherita, a arribar a fi de mes en una conjuntura d'inflació descontrolada. Cansades de la situació, decideixen rebel·lar-se contra el sistema desvalisant un supermercat del qual es porten sense pagar totes les mercaderies de les quals són capaces. Una vegada a casa es plantegen què fer amb el botí, amb temor a la reacció de Giovanni, el marit d'Antonia, un membre benestant del Partit Comunista Italià. Finalment, Antonia tracta de persuadir al seu marit perquè també ell es rebel·li contra l'autoritat.

## Representacions
L'obra original fou estrenada al Palazzina Liberty' de Milà el 3 d'octubre de 1974, i protagonitzada per Ennio Fantastichini i Piero Sciotto (Luigi). Fou estrenada en castellà al Teatro Lara 'de Madrid el gener de 1983. sota la direcció de José Carlos Plaza i interpretada per Esperanza Roy (qui va rebre el Fotogramas de Plata 1983 al millor intèrpret teatral), Maite Blasco, Nicolás Dueñas, Ángel de Andrés López i Alberto de Miguel.
Aquesta obra ha estat traduïda al català i representada per la Companyia Pot Teatre, per La Funcional Teatre, la Inestable Ceretana de Puigcerdà.